# Feature-Phone

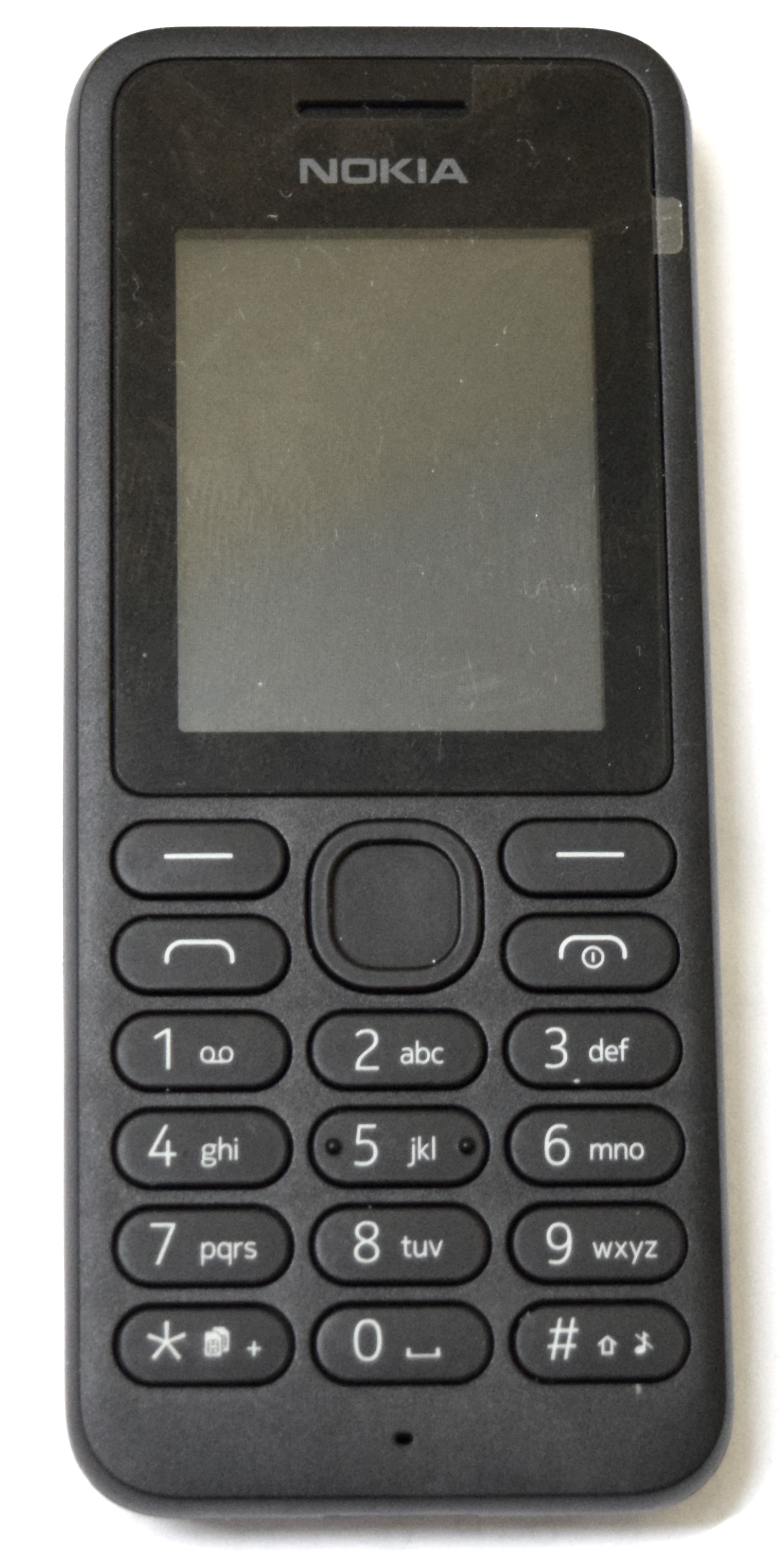
Ein typisches Feature-Phone aus dem Jahr 2014, das Nokia 130

Ein Feature-Phone (auch Featurephone oder Feature Phone, ironisch auch Dumbphone) ist ein Mobiltelefon, das weniger als ein Smartphone leistet, jedoch mehr als nur telefonieren kann. Typischerweise verfügt ein solches Telefon zusätzlich beispielsweise über eine Kamera, einen Radioempfänger, einen Organizer und MP3-Spieler sowie einfache Spiele und auch einen Webbrowser, die sich über eine Grafische Benutzeroberfläche ansteuern lassen.
Feature-Phones finden großen Absatz in Entwicklungs- und Schwellenländern, wie z. B. das JioPhone in Indien.
Im Jahr 2013 wurden weltweit erstmals mehr Smartphones als Feature-Phones verkauft.
Feature-Phones werden unter anderem von Unternehmen wie Nokia, Samsung und LG vertrieben.

## Eigenschaften
Die wichtigsten Unterschiede zu Smartphones sind das Fehlen eines Touchscreens und eine geringere Leistungsfähigkeit der Hardware.
Häufig haben Feature-Phones keine eingebauten Empfänger für globale Navigationssatellitensysteme (GNSS) zur Positionsbestimmung.
Anstelle  des verbreiteten Androids oder iOS verwenden Feature-Phones speziell angepasste leistungsschwächere Betriebssysteme, z. B. KaiOS oder Symbian-OS. Dadurch laufen auf Feature-Phones nicht alle Mobile Apps. 
Es fehlen die üblichen Sensoren von Smartphones, die von vorinstallierter und Drittanbieter-Software genutzt werden können, zum Beispiel ein Magnetometer, ein Näherungsschalter, ein Barometer, ein Gyroskop, ein Beschleunigungsmesser, Lichtsensoren und mehr. 
Ein Vorteil von Feature-Phones gegenüber Smartphones ist die längere Laufzeit des Akkus.

## „Dumbphone“
Der Begriff Dumbphone [ˈdʌmfəʊn] (engl. dumb „dumm“, Gegenteil von smart, und phone „Telefon“) ist eine Umkehrung der Bezeichnung Smartphone (engl. smart „schlau“ und phone „Telefon“). Es wird vereinzelt auch im deutschen Sprachraum verwendet.